# نسرين فاعور
نسرين فاعور (بالعبرية: נסרין פאעור‏) (2 أغسطس 1972 -) ممثلة فلسطينية. عرفت بشخصية منى فرح في فلم أمريكا، فازت بجائزة المهر في مهرجان دبي السينمائي.

## نشأتها
ولدت في قرية ترشيحا، درست في مدارسها حتى الثانوية، تميزت منذ طفولتها بفنية الروح المرهقة، مما اتيحت لها الفرص لممارسة موهبتها في فعاليات تربوية مدرسية، كما شاركت وهي في السادسة عشر من عمرها، في بعثة طلابية لأمريكا عام 1988، سميت حينها PEACE CHILD.

## السيرة المهنية
بعد إنهائها المرحلة الثانوية، التحقت عام 1991 في معهد الفنون الأدائية لدراسة التمثيل، وأكملت تعليمها للإخراج المسرحي في جامعة حيفا. شاركت خلال دراستها وبعدها في عدة مسارح محلية، منها: مسرح «الشروق» ومسرح الأطفال، قامت خلالها بادوار عديدة ومتعددة الفحوى. فازت نسرين بجائزة أفضل تمثيل في مهرجان «مسرحيد» عام 1996، عن دورها في مسرحية «سرحان والسنيورة»، من تأليف أسامة مصري واخراج رياض مصاروة. كما حصلت سنة 2002 على جائزة المسرح الجماهيري عن مسرحية «الوان نونو». في عام 2008 عرضت عليها المخرجه شيرين دعيبس دور في الفيلم العربي الأمريكي امريكا الذي يحكي قصة مهاجره فلسطينية في الولايات المتحدة. الفيلم لاقى نجاحا كبيرا وعرض في عدة مهرجانات عالمية وحصلت نسرين على جائزة المهر العربي في مهرجان دبي السينمائي عن دورها في الفيلم. شاركت نسرين كقاضية في لجان التحكيم في مهرجان مسقط الدولي ومهرجان مالمو.

### الأعمال السينمائية
- «الشهر التاسع»
- جمر الحكاية إخراج علي نصار
- ماريا.. إخراج محمد توفيق
- فيلا توما إخراج سهى عراف
- عيون الحرامية - إخراج نجوى نجار
- امريكا

## روابط خارجية
- نسرين فاعور على موقع IMDb (الإنجليزية)
- نسرين فاعور على موقع قاعدة بيانات الأفلام العربية
- نسرين فاعور على موقع ألو سيني (الفرنسية)
- نسرين فاعور على موقع أول موفي (الإنجليزية)
- نسرين فاعور على موقع قاعدة بيانات الفيلم (الإنجليزية)
- نسرين فاعور على موقع كينوبويسك (الروسية)